# Håkan Sjösten
Claes Håkan Sjösten, född 17 juni 1963 i Uppsala, men numera bosatt i Hudiksvall är en svensk elitdomare i bandy och tidigare även i fotboll.
Sjösten har haft en aktiv spelarkarriär bakom sig i både bandy och fotboll. Han spelade division 4-fotboll som målvakt i Gimo och bandy som anfallare i Uppsala Bois och Rasbo. 
Sjösten började döma elitbandy 1981 vid 18 års ålder och även elitfotboll några år senare. Vid 18 års ålder valde han satsa på att döma elitidrott. Vid 30 års ålder valde Sjösten att enbart satsa på bandyn. 
Han är mycket meriterad som elitdomare, med ett stort antal matcher som assisterande domare i fotbollsallsvenskan, och 580 matcher i högsta serien inom bandyn samt sju VM-turneringar. 1989 dömde Sjösten sin första SM-final i bandy på Söderstadion (sista) i Stockholm, fyra finaler och den senaste 2011. Håkan avslutade sin karriär i samband med en skada i slutet av 2014. Sedan hösten 2015 är Håkan ordförande i svenska bandyförbundets regel- och domarkommitté.